# Вареш Мајдан
Вареш Мајдан је насељено мјесто у Босни и Херцеговини, у општини Вареш, које административно припада Федерацији Босне и Херцеговине. Према попису становништва из 2013. у насељу је живјело 1.083 становника.

## Становништво
Вареш Мајдан као самостално насељено мјесто постоји од пописа 1991. године. До тада се налазило у саставу насељеног мјеста Вареш.
| Националност       | 2013.        | 1991.          |
| Муслимани          | 609 (56,23%) | 313 (9,90%)    |
| Хрвати             | 293 (27,05%) | 1.276 (40,35%) |
| Срби               | 59 (5,45%)   | 751 (23,75%)   |
| Југословени        | —            | 648 (20,49%)   |
| остали и непознато | 122 (11,27%) | 174 (5,50%)    |
| Укупно             | 1.083        | 3.162          |